# غروتون (كونيتيكت)
غروتون (بالإنجليزية: Groton (city), Connecticut)‏ هي مدينة تقع في Norwich-New London بولاية كونيتيكت في الولايات المتحدة. تأسست عام 1964، تبلغ مساحتها 17.5 (كم²)، وترتفع عن سطح البحر  م، بلغ عدد سكانها 9395 نسمة في عام 2010 حسب إحصاء مكتب تعداد الولايات المتحدة .

## وصلات خارجية
- www.cityofgroton.com